# Арабска пустинна яребица
Арабската пустинна яребица (Ammoperdix heyi) е вид птица от семейство Phasianidae.

## Разпространение и местообитание
Разпространен е в Египет, Етиопия, Йемен, Израел, Йордания, Обединените арабски емирства, Оман, Палестина, Саудитска Арабия, Сирия и Судан.